# Beit She'an
Beit She'an (in ebraico: בֵּית שְׁאָן,  /Bet Šəʼan/, traslitterato anche Beth Shean; in arabo  بيسان‎?, Bīsān;  forma ufficiale israeliana: بيت شان, Bayt Šān, traslitterato anche come Beisan o Bisan) è una città del Distretto Settentrionale di Israele che ha storicamente svolto un ruolo importante a causa della sua posizione geografica, all'incrocio tra la valle del Giordano e la valle di Jezreel.

## Storia
Beit She'an è menzionata per la prima volta tra le conquiste di Tutmosi III nel XV secolo a.C., e sono stati trovati resti di un centro amministrativo egiziano risalente alla XVIII e XIX dinastia. La Bibbia la menziona come una città cananita nel Libro di Giosuè, dove ne registra la conquista da parte di Davide; gli scavi hanno portato alla luce costruzioni amministrative dell'epoca di Salomone distrutte da Tiglat-Pileser III.

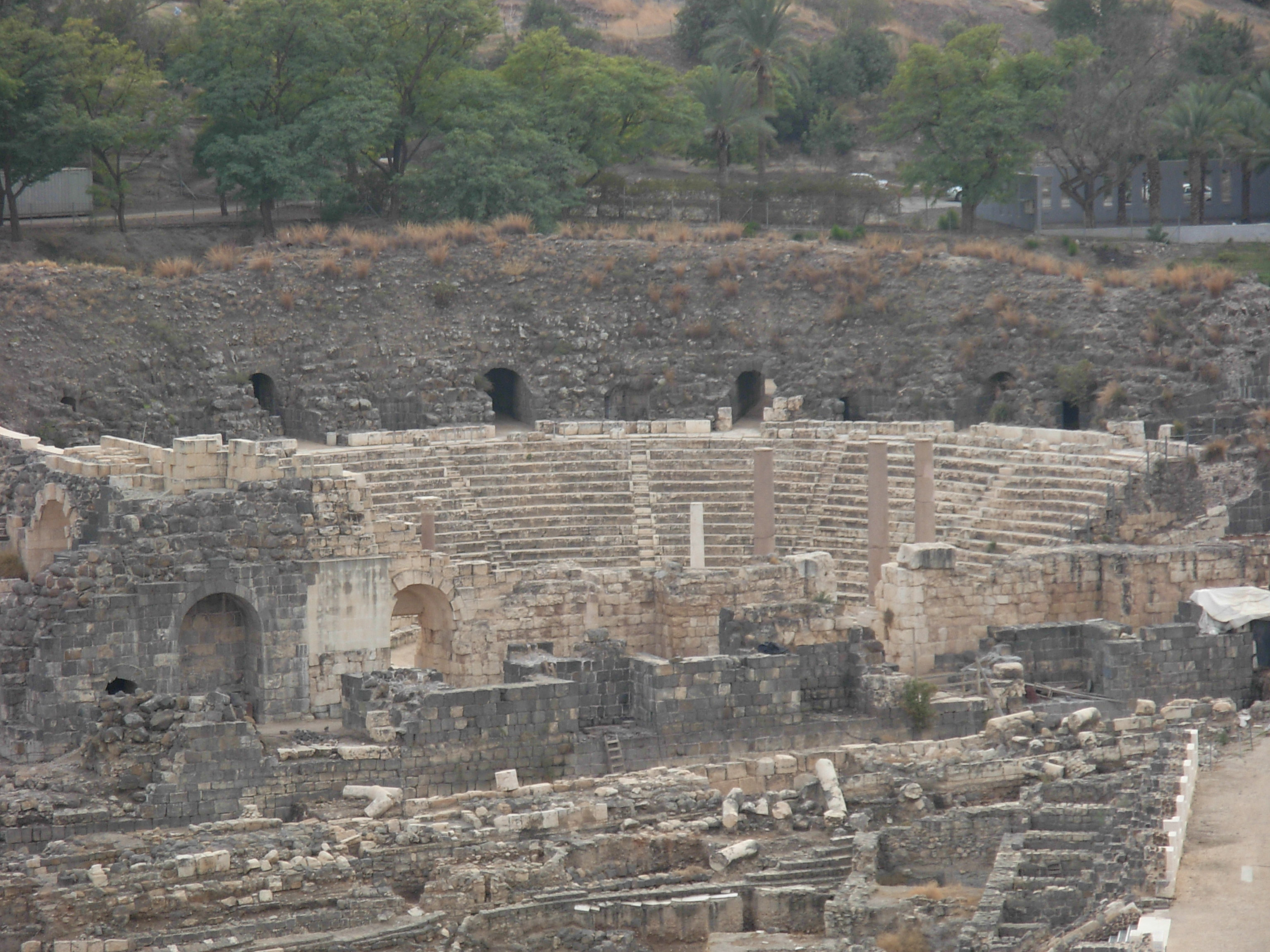
Teatro di Scitopoli, antica Beit She'an.

Durante il periodo ellenistico, ebbe una popolazione ellenizzata e fu chiamata Scitopoli (Scythopolis), probabilmente in quanto vi si erano stabiliti come veterani dei mercenari sciti; poiché la mitologia greca la voleva fondata da Dioniso e dalla sua nutrice Nysa, la città era nota anche come Nisa-Scitopoli (Nysa-Scythopolis). Nel III e II secolo a.C., la città fu coinvolta nelle guerre dei Diadochi tra le dinastie tolemaica e seleucide, come pure nella rivolta dei Maccabei asmonei, che nel II secolo a.C. distrussero Scitopoli.

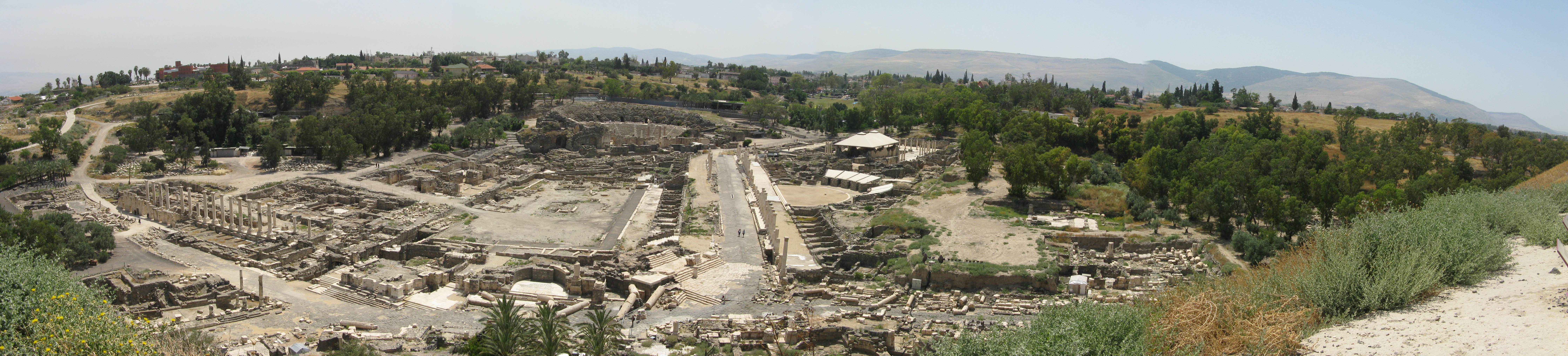
Visione panoramica dei resti di Scythopolis, antica Beit She'an.

Nel 64 a.C. fu occupata dai Romani, ricostruita e resa capitale della Decapoli, le "dieci città" della Samaria che erano centri della cultura greco-romana: si trattò di un evento così importante che il calendario della città inizia con quell'anno. La pax romana rese florida la città, come evidente dalla sua pianificazione urbana di alto livello e dalle numerose costruzioni, tra cui il teatro romano meglio conservato della Samaria, un ippodromo, il cardine e altre costruzioni tipiche dell'influenza romana. I blocchi di basalto scuro usati per le costruzioni e l'acqua per l'acquedotto romano furono forniti dal monte Ghilboa, distante 7 km. Molte delle costruzioni di Scitopoli furono danneggiate dal terremoto del 363. Nel 409 la città divenne capitale della Palaestina Secunda.